# Pristonesia sicril
Pristonesia sicril (лат.) — вид ос-бетилид из надсемейства Chrysidoidea (Bethylidae, Hymenoptera).

## Распространение
Встречаются в Афротропике (ЮАР).

## Описание
Мелкие осы-бетилиды (длина тела около 5 мм). Известны только по самцам. Этот вид отличается от других представителей рода наличием широкой переднебоковой аподемы и сильно изогнутой линией основания эдеагальной аподемы. Длина тела 4,4-4,7 мм. Переднее крыло 3,6-3,7 мм длины. Антенна длиной 1,4-1,5 мм. Голова, мезосома и наличник чёрные; усики и щупики темные каштановые; мандибулы чёрные в основании и темные каштановые на вершине; ноги темно-каштановые, почти чёрные, лапки светлее; брюшко тёмное каштановое; крылья прозрачные, птеростигма темнее. Голова субквадратная, примерно такой же длины, как и ширина. Мандибула с пятью зубцами, два вентральных наиболее заострены и крупнее, остальные округлые и короткие, прогрессивно увеличивающиеся в длину снизу. Клипеус с закругленной средней лопастью; срединный киль полный, несколько высокий и отогнутый в стороны. Усики в густом приподнятом опушении, короче половины диаметра жгутиков, с немногочисленными стоячими щетинками на незаметных III—V члениках жгутика; первые четыре членика в соотношении примерно 15:4:7:8. Виски равномерно изогнуты наружу, постепенно расходятся вперед. Края антенны шире длины, межторулярное пространство немного больше диаметра торулы. Лоб гладкий, с заметными редкими и мелкими точками. Затылочный киль при осмотре сверху не виден. Коготки лапок раздвоенные, базальный зубец маленький, вершинный острый и изогнутый. Первый тергит длиннее второго.

## Классификация
Вид впервые описан в 2022 году в ходе ревизии, проведённой в 2018 и 2020-х годах бразильскими энтомологами Isabel Alencar, Magno Ramos и Celso Azevedo. Сходен по строению гипопигия и гениталий с видом Pristonesia uvenil. Вместе с другими видами Pristonesia включён в подсемейство Pristocerinae.